# 茨木市立北辰中学校
茨木市立北辰中学校（いばらきしりつ ほくしんちゅうがっこう）は、大阪府茨木市泉原にあった公立中学校。
従来の茨木市立清溪中学校と茨木市立忍頂寺中学校を統合し、1962年に開校した。校地の北側に隣接して、かつては大阪府立春日丘高等学校泉原分校が設置されていたが、1994年に閉校した。現在は茨木市里山センターとなっている。
生徒数の減少のため2011年3月31日をもって閉校となった。閉校後は茨木市立忍頂寺小学校の校区に居住する生徒は茨木市立北陵中学校へ、茨木市立清溪小学校の校区に居住する生徒は茨木市立彩都西中学校へ編入することになる。

## 沿革
- 1962年4月1日 - 開校。
- 1962年4月9日 - 開校記念式典を実施。この日を創立記念日とする。
- 1964年4月6日 - 新校舎落成（現在地）
- 1965年1月22日 - 校歌制定
- 1967年12月10日 - 体育館竣工
- 1971年7月26日 - プール竣工
- 2011年3月31日 - 閉校

## 通学区域
- 茨木市立清溪小学校、茨木市立忍頂寺小学校の通学区域。